# 1-溴丁烷
1-溴丁烷（1-Bromobutane）化学式CH3(CH2)3Br，是一种饱和一元溴代烃，外观为无色液体，不溶于水，但溶于乙醇和乙醚。作为一种伯卤代烃，1-溴丁烷的亲核取代反应通常为SN2机理。它通常用作烷基化试剂，或在合成中与镁生成格氏试剂用于碳链增长反应。
1-溴丁烷用于制备金属有机化合物，以正丁基锂为例:
2 Li + C4H9X  →  C4H9Li  +  LiX
其中 X = Cl, Br
反应使用的锂含有1-3%的钠。溴丁烷作为一种反应前驱体，产品是含有正丁基锂和溴化锂的均匀溶液。

## 制备
1-溴丁烷可用1-丁醇与浓氢溴酸在强酸中制备，实际操作中常使用溴化钠和浓硫酸产生HBr，或用正丁醚与氢溴酸反应，正丁烷在过氧化物存在下溴化得到。